# Rhynchochlora chlerogopsis
Rhynchochlora chlerogopsis är en biart som beskrevs av Engel 2007. Rhynchochlora chlerogopsis ingår i släktet Rhynchochlora och familjen vägbin. Inga underarter finns listade i Catalogue of Life.